# جف ترمین
جِف ترِمِین (Jeff Tremaine؛ زادهٔ ۴ سپتامبر ۱۹۶۶) کارگردان، تهیه‌کننده و فیلم‌نامه‌نویس آمریکایی است. او بیشتر به خاطر همکاری در ساخت سریال بدلکاری واقع‌نمای کله‌خر با همراهی اسپایک جونز و جانی ناکسویل شناخته شده‌است.

## حرفه
ترمین در ۴ سپتامبر ۱۹۶۶ در دورهام، کارولینای شمالی به دنیا آمد. او در یک خانواده نظامی متولد شد که اغلب نقل مکان می‌کردند و سرانجام در راکویل، مریلند مستقر شدند. او سردبیر سابق مجله فرهنگ اسکیت برادر بزرگتر و مدیر هنری سابق مجله تأثیرگذار بی‌ام‌اکس گو، و همچنین یک دوچرخه‌سوار حرفه‌ای سابق بی‌ام‌اکس است. او تهیه‌کننده اجرایی سریال واقع‌نمای راب و بیگ از ام‌تی‌وی  و تهیه‌کننده اجرایی کارخانه فانتزی از راب دیردک ، مسخرگی، سیرک نیترو، و تیم لویتر از ادالت سویم است.
ترمین کارگردان و تهیه‌کنندهٔ تمام فیلم‌های سری کله‌خر بود. دنباله سوم کله‌خر، با عنوان کله‌خر سه‌بعدی، در ژانویه ۲۰۱۰ به صورت سه‌بعدی فیلمبرداری شد و تمام بازیگران فیلم‌های قبلی برای آن برگشتند.
در سال ۲۰۱۴، ترمین شرکت تولید خود، گوریلا فلیکس را راه اندازی کرد.
پس از اعلام اینکه ترمین کارگردانی فیلم بیوگرافی خاک از ماتلی کرو را بر عهده خواهد داشت، ترمین در کنفرانس مطبوعاتی در تور پایانی گروه حضور عمومی پیدا کرد و ضمن تأیید و همچنین صحبت در مورد فیلم هیجان خود را ابراز کرد و گفت: خاک فیلمی است که من از زمانی که کتاب آنرا در سال ۲۰۰۲ خواندم، می‌خواستم بسازم.» یک سال بعد، فوکس فیچرز اعلام کرد که فیلم را انتخاب کرده‌است و ترمین را برای ادامه کارگردانی ادامه می‌دهد.
ترمین در سال ۲۰۱۵ سریالی را برای شبکه دبلیودبلیوئی کارگردانی کرد. در سال ۲۰۱۰، ترمین فیلم ۳۰ برای ۳۰ و در سال ۲۰۱۵ آسمان خشمگین را کارگردانی کرد. او در سپتامبر ۲۰۱۶ یک ویدیوی ایمنی جدید را برای امریکن ایرلاینز کارگردانی کرد.
ترمین همچنین کارگردانی و تهیه کنندگی چهارمین فیلم اصلی کله‌خر با عنوان کله‌خر برای همیشه را بر عهده داشت که در ۴ فوریه ۲۰۲۲ در سینما اکران شد.

## زندگی شخصی
ترمین به دبیرستان رفت و با فیلمساز اسپایک جونز دوست بود. او به همراه همسرش، یک پادکستر و نویسنده به نام لورا ترمین، و دو فرزندشان در لس آنجلس زندگی می‌کند.

## فیلم‌شناسی

### فیلم
| سال  | عنوان                                                 | نقش         | یادداشت                             |
| ---- | ----------------------------------------------------- | ----------- | ----------------------------------- |
| ۱۹۹۶ | لعنتی                                                 | خودش        | فیلم ویدئویی                        |
| ۱۹۹۸ | شماره دو                                              |             | خالق فیلم ویدئویی                   |
| ۱۹۹۹ | بوب                                                   |             | خالق کارگردان فیلم ویدئویی          |
| ۲۰۰۱ | چرندیات                                               |             | تهیه‌کننده فیلم ویدئویی              |
| ۲۰۰۲ | کله‌خر: فیلم                                           | خودش        | کارگردان تهیه‌کننده نویسنده          |
| ۲۰۰۲ | سی‌کی‌وای۴: جدیدترین و بهترین                           | خودش        | ظاهر مهمان فیلم ویدئویی             |
| ۲۰۰۴ | استیو او: سالهای اولیه                                | خودش        | ظاهر مهمان فیلم ویدئویی             |
| ۲۰۰۶ | غارتگر نهایی                                          | خودش        | فیلم ویدئویی تهیه‌کننده اجرایی       |
| ۲۰۰۶ | کله‌خر شماره دو                                        | خودش        | کارگردان تهیه‌کننده نویسنده          |
| ۲۰۰۷ | کله‌خر ۲٫۵                                             | خودش        | کارگردان تهیه‌کننده نویسنده          |
| ۲۰۰۸ | کله‌خر تقدیم می‌کند: ادای احترام مت هافمن به ایول نایول | خودش        | کامئو تهیه‌کننده اجرایی فیلم ویدئویی |
| ۲۰۱۰ | کله‌خر سه‌بعدی                                          | خودش        | کارگردان تهیه‌کننده نویسنده          |
| ۲۰۱۱ | کله‌خر ۳٫۵                                             | خودش        | کارگردان تهیه‌کننده نویسنده          |
| ۲۰۱۲ | سیرک نیترو: فیلم                                      | خودش        | ظاهر مهمان                          |
| ۲۰۱۳ | کله‌خر تقدیم می‌کند: بابا بزرگ بد                       |             | کارگردان تهیه‌کننده نویسنده          |
| ۲۰۱۴ | کله‌خر تقدیم می‌کند: بابا بزرگ بد .۵                    |             | کارگردان تهیه‌کننده نویسنده          |
| ۲۰۱۵ | ایول بودن                                             |             | مستند تهیه‌کننده                     |
| ۲۰۱۷ | داستان مجله برادر بزرگتر                              | خودش        | مستند تهیه‌کننده اجرایی              |
| ۲۰۱۹ | خاک                                                   |             | کارگردان                            |
| ۲۰۲۱ | سفر بد                                                | خودش (خروج) | تهیه‌کننده                           |
| ۲۰۲۲ | کله‌خر برای همیشه                                      | خودش        | کارگردان تهیه‌کننده نویسنده          |
| ۲۰۲۲ | کله‌خر ۴٫۵                                             | خودش        | کارگردان تهیه‌کننده نویسنده          |
| TBA  | داستان براندون نواک                                   | خودش        | مستند                               |

### گزیدهٔ آثار تلویزیونی
| سال       | عنوان                   | نقش  | یادداشت                                  |
| --------- | ----------------------- | ---- | ---------------------------------------- |
| ۲۰۰۰–۲۰۰۱ | کله‌خر                   | خودش | همکار کارگردان تهیه‌کننده اجرایی (۴ قسمت) |
| ۲۰۱۱      | ادای احترام به راین دان | خودش | مستند فیلم تلویزیونی تهیه‌کننده اجرایی    |
| ۲۰۲۱      | دبلیودبلیوئی اسمک‌داون   | خودش | ۱ قسمت ظاهر مهمان                        |
| ۲۰۲۲      | رسلمانیا ۳۸             | خودش | همدست جانی ناکسویل                       |
| TBA       | راه‌اندازی مجدد کله‌خر    | خودش | کارگردان تهیه‌کننده                       |

### بازی‌های ویدیویی
| سال  | عنوان       | نقش  | یادداشت      |
| ---- | ----------- | ---- | ------------ |
| ۲۰۰۷ | کله‌خر: بازی | خودش | صدا ضبط حرکت |

### نماهنگ
| سال  | هنرمند           | ترانه                | نقش  | یادداشت            |
| ---- | ---------------- | -------------------- | ---- | ------------------ |
| ۲۰۰۲ | اندرو دبلیو. کی. | «ما سرگرمی می‌خواهیم» | خودش | کارگردان تهیه‌کننده |
| ۲۰۱۰ | ویزر             | «خاطرات»             | خودش |                    |